# Irene Fonseca

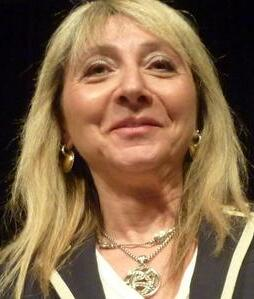
Irene Fonseca (2013)

Irene Maria Quintanilha Coelho da Fonseca  (* 10. Juli 1956 in Lissabon, Portugal) ist eine portugiesisch-amerikanische Mathematikerin und Hochschullehrerin. Sie ist Professorin für Mathematik am Mellon College of Science an der Carnegie Mellon University.

## Leben und Werk
Fonseca studierte Mathematik an der Universität Lissabon, wo sie 1980 das Licenciatura in Mathematik erhielt und dann bis 1981 Lehrassistentin war. Anschließend war sie bis 1985 Assistenzprofessorin an der University of Minnesota, wo sie 1983 den Master of Science erwarb und 1985 bei David Kinderlehrer promovierte mit der Dissertation Variational Methods for Elastic Crystals. Von 1986 bis 1987 forschte sie als Postdoktorandin an der Universität Lissabon und anschließend bis 1987 am Centre de Mathématiques Appliquées der Ecole Polytechnique in Palaiseau, Frankreich.
Danach ging sie bis 1989 als Visiting-Assistant-Professorin an die Carnegie Mellon University, war dort bis 1992 Assistant-Professorin und wurde 1992 Professorin für Mathematik. 1998 wurde sie am Institut für Mathematik Direktorin des Center for Nonlinear Analysis (CNA) und seit 2003 ist sie Mellon College of Science Professor of Mathematics. 2018 erhielt sie die erste Kavčić-Moura-Professur für Mathematik.
Fonseca ist mit dem Stammzellforscher Gerald Schatten verheiratet.

## Auszeichnungen (Auswahl)
In Anerkennung ihrer Beiträge zur Weiterentwicklung der Forschung in ihrem Fachgebiet wurde sie 1997 von dem damaligen portugiesischen Präsidenten Jorge Sampaio zum Ritter des Orden des heiligen Jakob vom Schwert geschlagen. 2012 erhielt sie den Ehrendoktor der Universidade Nova de Lisboa und den Preis Seeds of Science von Ciência Viva.  2012 wurde sie zur Präsidentin der Society for Industrial and Applied Mathematics gewählt. 2022 war sie eingeladene Sprecherin auf dem Internationalen Mathematikerkongress (Phase separation in heterogeneous media).

## Mitgliedschaften
- American Association for the Advancement of Science (AAAS)
- American Mathematical Society  (AMS)
- Mathematical Association of America (MAA)
- International Society for the Interaction of Mechanics and Mathematics
- Society for Industrial and Applied Mathematics (SIAM)
- Sociedade Portuguesa de Matemática
- Society for Natural Philosophy

## Veröffentlichungen (Auswahl)
- An uniqueness proof for the Wulff theorem. Carnegie Mellon University, 1990.
- mit Wilfrid Gangbo: Degree theory in analysis and applications. Oxford University Press, 1995.
- mit Giovanni Leoni: Modern Methods in the Calculus of Variations: L^ p Spaces, Springer Verlag, 2007.